# Åsa IF
Åsa IF är en idrottsförening från Åsa i Ölmevalla i Kungsbacka kommun i Hallands län. Föreningen grundades som Ölmevalla Gymnastik- och Idrottsförening vid ett möte på Åsa lantmannaförening den 21 mars 1919. Namnet ändrades till Åsa Idrottsförening 1932. Föreningen bedriver verksamhet inom bordtennis, fotboll och innebandy. Åsa IF arrangerar årligen Åsacupen.

## Herrfotboll
Föreningen har deltagit i seriespel sedan 1930. Laget spelade länge i lokala serier. 1977 varvade förre gaisaren Thomas Bloom ner i klubben. 1981 debuterade föreningen i division IV, 1984 i division III och genom en tredjeplats bakom Skövde och Gunnilse 1986 tog man steget upp till division II 1987. Laget klarade nytt kontrakt 1987, var ett mittenlag 1988 och slutade trea i söderserien 1989. Även 1990 och 1991 stod laget för goda prestationer men 1992 slutade laget tre poäng bakom uppkomlingen Falkenbergs FF och åkte ur. Efter två säsonger i division III återkom Åsa till division II säsongerna 1995-1998. Laget har sedan dess mestadels tillhört division IV Halland men återfinns säsongen 2023 i Division III, efter en sjundeplats i Div. III Sydvästra Götaland 2022.

## Damfotboll
Föreningens damlag deltog i seriespel för första gången 1980. Laget har mestadels tillhört lägre divisioner men spelade i division I 2015. Sejouren i tredje högsta divisionen blev dock endast ettårig. A-lagsverksamheten låg i malpåse 2017-2019 men har sedan dess återstartats.